# Schlacht bei Caldiero (1796)
1792

Porrentruy – Marquain – Quiévrain – Verdun – Thionville – Valmy – Lille – Mainz (1792) – Jemappes
1793

Aldenhoven I – Namur – Neerwinden – Mainz (1793) – Famars – Valenciennes (1793) – Arlon (1793) – Hondschoote – Meribel – Avesnes-le-Sec – Pirmasens – Toulon – Fontenay-le-Comte – Cholet – Lucon – Trouillas – Dünkirchen – Le Quesnoy – Menin I – Wattignies – Weißenburg I – Biesingen – Kaiserslautern I – Weißenburg II
1794

Boulou – Landrecis – Menin II – Mouscron – Martinique – Guadeloupe – Tourcoing – Tournai – Kaiserslautern II – San-Lorenzo de la Muga – 13. Prairial – Fleurus – Kaiserslautern III – Vosges – Aldenhoven II
1795

Cornwallis’ Rückzug – Genua – Groix – Hyeres – Handschuhsheim – Mainz (1795) – Mannheim – Loano
1796

Montenotte – Millesimo – Dego – Mondovì – Lodi – Borghetto – Castiglione – Mantua – Siegburg – Altenkirchen – Wetzlar – Kircheib – Kehl – Kalteiche – Friedberg  – Malsch – Neresheim – Sulzbach – Deining – Amberg – Würzburg – Neufundland – Rovereto – Bassano – Limburg – Biberach I – Emmendingen – Schliengen – Caldiero – Arcole – Irland
1797

Fall von Kehl – Rivoli (1797) – St. Vincent – Diersheim – Santa Cruz – Neuwied – Camperduin
Die erste Schlacht von Caldiero fand am 12. November 1796 statt, sie war im Ersten Koalitionskrieg Teil des Italienfeldzuges. Es handelt sich dabei um eine der wenigen Niederlagen des Generals Bonaparte gegen die Österreicher.

## Vorgeschichte
General Bonaparte, der Befehlshaber der französischen Italienarmee, hatte im Sommer 1796 die Zeit genutzt, die politische Lage der Franzosen in Norditalien zu konsolidieren. Die Städte Ferrara und Bologna fügten sich freiwillig der französischen Administration. Das Herzogtum Modena wurde von französischen Truppen besetzt und die herzogliche Regierung aufgelöst. Reggio hatte am 26. August die Trikolore aufgesteckt und sich unter den Schutz der französischen Armee begeben. Bonaparte verstand es, die Flamme der italienischen Nationalisten zu schüren und begründete mit Mailand die Transpadanische Republik sowie die Cispadanische Republik, der sich bald Reggio, Modena, Ferrara und Bologna anschlossen. Die Festung Mantua wurde von den Franzosen blockiert; Versuche der Österreicher zum Entsatz im Monat September waren gescheitert. Die Kaiserlichen unter Dagobert Graf Wurmser wurden am 8. September in der Schlacht bei Bassano geschlagen und am 14. September mit 23.500 Mann in Mantua eingeschlossen, wobei aber die Hälfte der Besatzung aus Mangelernährung und wegen Krankheiten nicht mehr kampffähig war. Auch die französische Armee hatte durch mehrere Gefechte und Krankheiten im September bedeutend an Kampfstärke eingebüßt und zählte trotz erhaltener Verstärkungen nur noch etwa 38.000 Mann. Davon standen 12.000 Mann unter Brigadegeneral Vaubois in Südtirol, vorgeschoben bis an die Lavis vor Trient; 17.000 befanden sich unter Masséna und Augereau an der Brenta und an der Etsch, 8800 Mann unter General Kilmaine standen vor den Mauern von Mantua.
Die Österreicher stampften in Friaul und Tirol eine neue Entsatzarmee für das belagerte Mantua aus dem Boden. FZM Joseph Alvinczy hatte den Oberbefehl über 46.000 Mann, die Richtung Lombardei abmarschierten. Den bei Verona konzentrierten Franzosen drohte wieder ein Angriff von zwei Seiten; die Österreicher waren zahlenmäßig überlegen. Alvinczys Kolonnen überschritten am 25. Oktober den Tagliamento; am 29. ging der Marsch in das Lager von Fontanafredda. Am 3. November setzten die Österreicher bei Loradino über den Piave, bezogen das Lager von Volpago und marschierten dann getrennt in zwei Kolonnen an die Etsch. Der von Bozen nach Trient marschierenden FML Davidovich verfügte über 18.000 und General Quosdanovich in Friaul über 28.000 Mann. Die Korps marschierten getrennt, sollten sich bei Verona wieder vereinigen und dann zusammen die Belagerung Mantuas aufbrechen. Alvinczys Operationsplan war im Grunde der gleiche, den früher Wurmser verfolgt hatte und gescheitert war. Massena hatte den Vormarsch der Österreicher nicht verzögert, sondern sich nach den Weisungen Bonapartes am 3. November auf Vicenza und am 4. auf Montebello zurückgezogen, um sich mit den von der Etsch herankommenden Truppen Augereaus zu vereinigen. Um der doppelten Bedrohung zu begegnen, setzte Bonaparte 10.500 Mann der Division unter Vaubois gegen Davidovich und weitere 9500 Mann unter Augereau gegen Bassano in Bewegung. 
Am 6. November befahl Bonaparte der Division Massena auf Citadella vorzugehen, um Alvinczy vereint mit der Division Augereau zurückzuwerfen und dann durch die Valsugana im Rücken von Davidovich zu erscheinen. Bonaparte deckte mit weiteren 8300 Mann gegen den Festungsraum von Verona, wo weitere 4300 Mann als Reserve freigemacht werden konnten. Divisionsgeneral de Kilmaine blockierte mit weiteren 8800 Mann Wurmsers doppelt so starke Garnison in Mantua. Bei der rechten Flügelkolonne der Österreicher – dem Friauler Korps unter Quasdanovich – befand sich auch der Oberkommandierende FZM Alvinczy. Eine selbständige Division unter FML Provera rückte dabei am 5. November am linken Flügel über Citadella nach Fontaniva an die Brenta heran. 
Am 6. November griffen 19.500 Franzosen der Divisionen Masséna und Augereau sowie einer Reservebrigade Alvinczi in der zweiten Schlacht von Bassano an. Die Truppen unter FML Quosdanovich und Marchese di Provera konnten ihre Gegner mit ihrer zahlenmäßigen Übermacht erfolgreich zurückwerfen. Die französischen Verluste betrugen etwa 3000 Mann, während die Österreicher etwa 2800 Verluste hatten. 
Alvinzy traf in der Nacht zum 7. November alle Anstalten, um seinen taktischen Sieg zu benützen, und beschloss, selbst anzugreifen Auch Provera erhielt Befehl, gleichzeitig bei Fontaniva über die Brenta zu setzen und die Division Masséna anzufallen. Am Morgen des 7. November langte die Meldung ein, dass die Franzosen die Nacht benützt hatten, um sich nach Vicenza zurückzuziehen.
Das selbständig operierende Tiroler Korps unter FML Davidovich drängte derweil die Truppen der französischen Division Vaubois am 7. November in der Schlacht bei Calliano zurück und verlor dabei 3500 Mann, während die Franzosen Verluste von 4400 Mann erlitten. Vaubois musste auf das rechte Ufer der Etsch zurückgehen und richtete mit seiner noch 8000 Mann starken Division in den Verschanzungen bei Rivoli und Corona eine starke Defensivstellung ein. Davidovichs Truppen rückten am 8. November in Rovereto ein; er selbst blieb an diesem Tag untätig, denn er vermutete, dass Vaubois durch Massénas Division laufend verstärkt wurde. Bonaparte konzentrierte sich auf die Bedrohung aus dem Norden, als er seine östlichen Streitkräfte nach Verona zurückzog. Die Division Masséna stand an der Brenta bei Bassano und bei Treviso gegen Alvinzys Hauptmacht. Die Division Augereau hielt Verona und die Linie an der Etsch besetzt. 
Alvinczy wollte zuerst die Stadt Verona überrumpeln. Er war der Meinung, dass diese Position nur mehr schwach besetzt sei und dass Bonaparte mit seiner Hauptmacht Verona bereits verlassen und den Marsch nach Rivoli angetreten habe, um die bei Monte Baldo von Davidovich mit einem Angriff bedrohte Division Vaubois zu unterstützen.
Am 9. November führte Alvinczy das Friauler-Korps von Vicenza in das Lager bei Montebello und schob die Vorhut am folgenden Tag nach Villanova vor. Alvinczy blieb mit dem Hauptteil des Friauler Korps noch im Lager bei Montebello und erteilte am 10. November dem Generalmajor Prinz von Hohenzollern-Hechingen den Befehl, nach Verona vorzugehen. Der Prinz verfügte über zwei Brigaden und zwei Kompanien Mahony-Jäger, die acht Bataillone, neun Eskadronen und 26 Geschütze zählten. Als er um 16 Uhr von den Franzosen angegriffen wurde, zog Prinz Hohenzollern seine Brigade langsam hinter den Kanal von Vago zurück. Dort war Oberst Sticker mit 2 Bataillonen der Brigade Rosselmini zur Unterstützung angekommen. Augereau verfolgte mit größtem Nachdruck und ließ den Gegner fünf Stunden hindurch wiederholt angreifen. Die Österreicher wiesen alle Angriffe an der steinerne Brücke bei Vago entschieden zurück. Der Prinz von Hohenzollern positionierte seine Truppen hinter der Brücke und dem Kanal von Vago; die Vorposten besetzten San Giacomo und San Martino. Der linke Flügel hielt sich auf den Abhängen des Monte la Rocca verschanzt und lehnte sich an das Dorf Caldiero; die Mitte hielt sich im Dorfe Stra am Fuße des Monte Mathia und il Zovo beidseitig des Dorfes Stra; der rechte Flügel war beim Dorf Colognolo konzentriert. Neun Schwadronen Kavallerie formierten ein zweites Treffen zur Rechten der Straße von Verona und hielten bei Colognola Reservegeschütze an den vorteilhaften Punkten der zuletzt genannten Hügelreihe.

## Die Schlacht
Bonaparte befahl für den Morgen des 12. November den Gegenangriff, der trotz kalter und regnerischer Wetterlage geführt wurde. Alvinzys nahm die Schlacht an und hatte sich in starken Stellungen festgesetzt, den linken Flügel an die Sümpfe von Arcole, den rechten an den Berg Olivetto und das Dorf Colognola gelehnt. Diese Stellung war durch einige Redouten und mehrere Batterien gedeckt. Unterdessen hatte sich die französische Armee auf dem Monte Giacomo, zwischen Lavagno und Vago aufgestellt und ergriff neuerlich die Offensive.
Gegen 8 Uhr morgens nahten sich mehrere Kolonnen der Franzosen zum Angriff. Sie drückten die österreichischen Vorposten zurück. Die Division André Masséna (9540 Mann) – gebildet aus den Brigaden Menard, Rampon, Vial, Pigeon und Leclerc – griff den rechten, die Division Pierre Augereau (8340 Mann) – bestehend aus den Brigaden Verdier, Bon, Lannes und Guyeux – den linken Flügel der österreichischen Stellung an. Die Infanteriereserve der Division François Macquard (Brigade Dupuy und Guillaume mit 2750 Mann) und die Kavallerie-Reserve unter General Thomas Alexandre Dumas (1600 Mann) stellten sich in zweiter Linie auf. Die ganze vor der Stellung angelangte französische Armee zählte also 22.230 Mann. Masséna griff am Nordabschnitt den rechten Flügel der Österreicher bei Colognola an, während Augereau den linken Flügel um Caldiero angriff. Zu Beginn der Schlacht waren die Österreicher zahlenmäßig unterlegen, mit rund 4000 Mann auf der linken Seite und der gleichen Anzahl Grenzschutztruppen auf der rechten Seite. Die Masse der Division Augereau bestürmte die Dörfer Caldiero und Stra. Ihre anfängliche Übermacht gestattete es ihnen, die oft zurückgeschlagenen Angriffe immer mit frischen Truppen zu wiederholen. Endlich drangen französische Kolonnen in den Raum zwischen beiden Dörfern ein und eroberten das Dorf Stra. Nachdem aber Augereau bereits starke Verluste erlitten hatte, wobei General de Launey mit mehreren Offizieren gefangen wurde, gab er links den Angriff auf und wendete seine ganze Division rechts gegen Caldiero. Die französischen Kolonnen zogen nach Mittag um das Dorf und drangen die Höhen hinauf. Auch die Angriffe auf das Dorf Colognola und die benachbarten Höhen wurden von Masséna mehrmals wiederholt, aber von den Österreichern kräftigst zurückgewiesen. Nach einer Reihe von Angriffen eroberte Augereau Caldiero gegen Mittag, während Masséna die Österreicher auf die Höhe oberhalb von Colognola zurückdrängte. Ein Angriff auf die neue österreichische Position scheiterte, zum Teil, weil die Franzosen direkt in einen Schneesturm angriffen, und zum Teil wegen eines Mangels an Artillerie. Alle Bemühungen der Division Masséna, jene drei Bataillone über den Berg in die Fläche hinab zu drängen, scheiterten an deren Widerstand. Alle in den Kampf verwickelten Truppen litten durch den kalten Schneeregen, welcher seit Tagesanbruch niederkam. Der rechte Flügel der österreichischen Position hatte den Marsch einer starken Truppenmasse über Lavagno gegen Illasi in die rechte Flanke nicht verhindern können. Die ganze Brigade Hohenzollern war bereits in das Gefecht verwickelt und leistete starken Widerstand. Rechtzeitig traf auch die erste 4000 Mann starke und verstärkende Kolonne von General Brabeck bei Caldiero ein und vereinigte sich mit der immer noch fechtenden Avantgarde. Das Feuer der österreichischen Artillerie und das Ergebnis der folgenden Bajonettattacken nötigten die Franzosen, die Österreicher in dem Besitz von Caldiero zu lassen.
Um 15 Uhr nachmittags kamen unter Alvinczy weitere Verstärkungen an. Dieser beschloss, jetzt mit seiner Übermacht die französische Rechte im Süden anzugreifen, wobei er die Brigade GM Schubirz (5000 Mann) und FML Provera (3500 Mann) einsetzte, um die französische Armee abzuschneiden. General Schubirz griff auf dem äußersten rechten Flügel ein, seine Truppen erstiegen die Anhöhen von Colognola und wirkten gegen die linke Flanke und den Rücken des Gegners, nahmen im Kampf mit der Brigade Dupuy Colognola wieder ein und drängten die Kolonnen Massénas in die Ebene nach Vago zurück. FML Provera war auf seinem Marsch gegen die rechte Flanke der Franzosen wegen des schlammigen Bodens stark behindert. In Gombione stieß Proveras Vorhut unter Oberstleutnant Gavasini, Caldiero rechts lassend, auf Truppen der Division Augereau. Gavasini drängte die ihm entgegenstehen feindlichen Truppen in das Dorf la Rotta zurück. In demselben Moment ließ der Prinz Hollenzollern durch seine Husaren die vor dem Ausgang des Dorfes Stra noch haltenden Truppen Massénas angreifen und zurückdrängen. Augereau zog nun den rechten Flügel seiner Division hinter die Straße und bildete mit demselben einen zurückgebogenen Haken, über Ca Rizzi gegen Calderino, so wie Masséna mit dem linken Flügel seiner Division eine solche Abwehrformation von Pieve gegen Ca dell' Ara bildete. In der Mitte, bei la Posta, wurden die inneren Flügel der beiden französischen Divisionen zusammengedrängt, dahinter stützten die Reserven unter Macquart und Dumas. Als Provera über Colombara gegen Ca Rizzi und Calderino vorgegangen war, begann Oberstleutnant Gavasini das Dorf la Rotta zu umgehen. Die Stellung der Franzosen wurde damit auf beiden Flanken umfasst und der einzige Rückzugsweg nach Verona war bedroht. Die ganze französische Artillerie versuchte mit heftigem Feuer das Vordringen der Österreicher aufzuhalten. Die Regengüsse und die Erschöpfung der österreichischen Truppen erlaubte es nicht, die errungenen Vorteile weiter zu verfolgen; nur die Reiterei setzte die Verfolgung bis nach Vago fort und brachte noch viele Gefangene ein. Hätten die Österreicher die französische Rechte früher zum Rückzug genötigt, wären alle Franzosen im Illasi-Tal abgeschnitten gewesen. Bonaparte hatte dies frühzeitig erkannt und den rechtzeitigen Rückzug über San Martino nach Verona angeordnet.

## Folgen
Die Schlacht verursachte auf beiden Seiten herbe Verluste. Die Österreicher hatten 132 Tote, 799 Verwundete und 313 Gefangene; in Summe 1244 Mann. Die Franzosen verloren etwa 1800 Mann, davon 828 Gefangene (unter letzteren die Generale Launey und Dupuy, die im Dezember gegen österreichische Offiziere ausgetauscht wurden). Bonaparte erwog kurzfristig, sich hinter den Fluss Adda zurückzuziehen und möglicherweise die Blockade von Mantua aufzugeben, doch bald kam seine Kühnheit zurück. Sein neuer Plan bestand darin, bei Ronco eine Brücke über die Etsch zu schlagen, diesen Fluss mit dem Gros seiner Armee zu passieren und den Österreichern in die linke Flanke zu fallen. Die Franzosen führten am 15. November den Gegenangriff gegen die doppelte Übermacht und schlugen die Österreicher in der mehrtägigen Schlacht von Arcole.